# KDE Education Project
KDE Education Project è il modulo di KDE che raccoglie i programmi educativi, di autoistruzione o dedicati alla didattica sviluppati per l'ambiente desktop di KDE.

## Elenco dei programmi

### Lingue
|  | Kanagram:  | un gioco di anagrammi                                                                       |
|  | KHangMan:  | il classico gioco dell'impiccato                                                            |
|  | Kiten:     | per l'apprendimento del giapponese                                                          |
|  | KLatin:    | per l'apprendimento del latino, non disponibile per KDE 4                                   |
|  | KLettres:  | sussidio per imparare l'alfabeto e successivamente a leggere alcune sillabe in varie lingue |
|  | KVerbos:   | applicazione progettata per lo studio delle forme verbali spagnole                          |
|  | KVocTrain: | ampliamento del vocabolario, in KDE 4 è sostituito da Parley o KWordQuiz                    |
|  | KWordQuiz: | uno strumento per migliorare il proprio vocabolario (sostituisce FlashKard)                 |
|  | Parley:    | uno strumento per memorizzare nuove cose                                                    |

### Matematica
|  | KAlgebra:    | un calcolatore matematico che utilizza il linguaggio MathML                                               |
|  | KBruch:      | programma per generare compiti con le frazioni                                                            |
|  | Kig:         | programma per l'esplorazione delle costruzioni geometriche                                                |
|  | KmPlot:      | visualizzatore di funzioni matematiche                                                                    |
|  | KPercentage: | piccola applicazione matematica per aiutare gli alunni a migliorare l'abilità di calcolare le percentuali |

### Varie
|  | blinKen:    | versione per computer del gioco Simon                                     |
|  | KGeography: | programma per l'apprendimento della geografia                             |
|  | KTouch:     | programma per imparare a battere a macchina                               |
|  | KTurtle:    | ambiente di apprendimento della programmazione che usa il linguaggio Logo |

### Scienza
|  | Kalzium: | mostra informazioni sulla tavola periodica degli elementi |
|  | KStars:  | un planetario per KDE                                     |
|  | Marble:  | un atlante per KDE                                        |
|  | Step:    | un simulatore interattivo di fisica                       |

### Strumenti di insegnamento
|  | KEduca: | progetto educativo per la creazione e la correzione di compiti ed esami basati su moduli da compilare |

## Software in via di sviluppo
- eqchem - per il bilanciamento di equazioni chimiche
- Kard - un gioco di memoria per bambini
- KMathTool - una raccolta di calcolatrici matematiche
- Kalcul - un programma di valutazione per la matematica